# Святой Павел (корабль, 1693)
«Святой Павел» (полное название «Святой апостол Павел», также известен как «Апостол Павел») — фрегат, заложенный на Соломбальской верфи во время первого визита Петра I в Архангельск в 1693 году и совершавший плавания в составе флотилии Петра I по белому морю. В 1694 году был переоборудован в торговое судно, ходившее под голландским флагом и захваченное французами.

## Описание судна
Парусный фрегат с деревянными корпусом, длина судна по сведениям из различных источников составляла 26,21—24,3 метра, ширина — 6,2—6,71 метра, а осадка 2,6—2,74 метра. Артиллерийское вооружение судна состояло из 24 орудий, которые были отлиты на заводе в Олонце лично Петром I. Также Пётр собственноручно выточил такелажные блоки судна.
Был одним из шести трёхпалубных торговых судов, построенных на государевой верфи в период с 1694 по 1701 годы.
Судно было названо в честь святого апостола Павла — хранителя ключей от рая, при наименовании судна подразумевались ключи от моря.

## История службы
Фрегат «Святой апостол Павел» был заложен стапеле Соломбальской верфи 13 (23) сентября 1693 года, во время первого визита Петра I в Архангельск. Спущен на воду 20 (30) мая 1694 года. Строительство судна по одним данным вели кораблестроители Н. Виллим и Я. Ранс, по другим — Никлас и Ян.
«Святой Павел» получил «проездную грамоту» на право заграничной торговли и ходил под трёхцветным флагом.
В 1694 году под командованием вице-адмирала Бутурлина с 14 (24) августа по 21 (31) августа фрегат в составе отряда из 3 судов, включавшего помимо самого фрегата яхту «Святой Пётр» и фрегат «Святое Пророчество», совершил плавание, сопроводив очередной караван купеческих судов, уходящий по Белому морю из Архангельска, до мыса Святой Нос, т.е. до выхода в океан. После чего все три судна вернулись в Архангельск. При этом во время плавания из-за ошибки командира яхты «Святой Пётр» контр-адмирала Патрика Гордона последняя чуть не налетела на скалы и не разбилась. По признанию самого контр-адмирала «только Божественное провидение» спасло судно от гибели.
В октябре 1694 года по приказу Петра I был нагружен казёнными товарами и отправлен во Францию. Шёл под голландским флагом под командованием голландского капитана с экипажем из матросов-иностранцев. В декабре 1694 года пришёл в один из портов Франции, где был захвачен как корабль противника.

### Комментарии
1. ↑  86 футов[1].
2. ↑  22 фута[1].
3. ↑  9 футов[1].